# الأرشيف الوطني الفرنسي

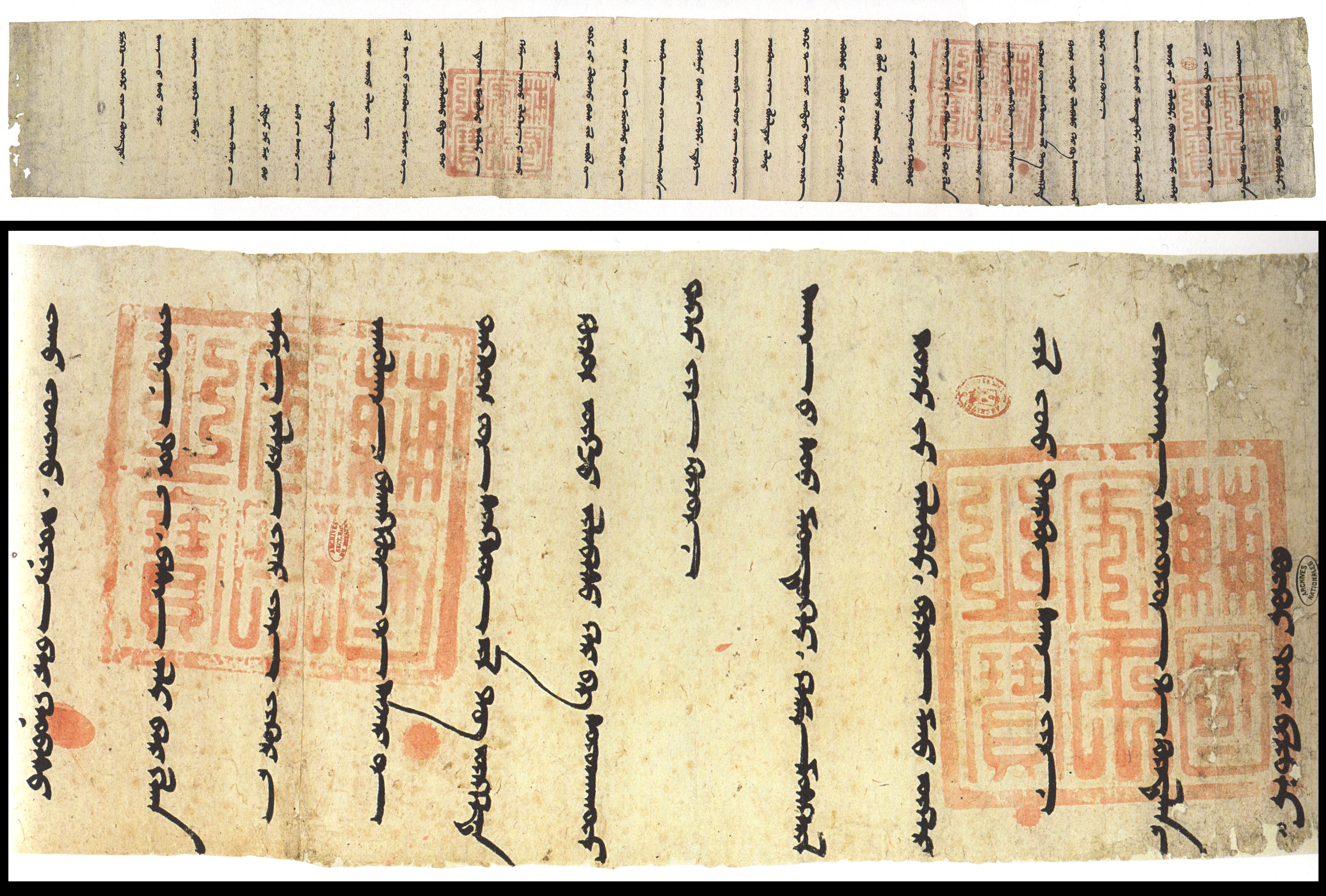
رسالة أرغون إلى فيليب العادل سنة 1289 ، بالخط الأويغوري ، مع تفصيل المقدمة. تم إرسال الرسالة إلى الملك الفرنسي عن طريق بوسكاريل من جيزولف. الختم هو ختم الخان الأعظم، بالأحرف الصينية: "ختم حامل الدولة ومانح السلام للشعب". الورق من صناعة كورية. 182×25 سم. الأرشيف الوطني الفرنسي.

الأرشيف الوطني الفرنسي (بالإنجليزية: National Archives) هي الأرشيفات الوطنية لفرنسا. إنهم يحافظون على أرشيفات الدولة الفرنسية، إلى جانب أرشيفات وزارة القوات المسلحة ووزارة الخارجية ، حيث أن هاتين الوزارتين لديهما خدمات أرشيف خاصة بهما، وهي خدمة الدفاع التاريخية (SHD) ، الأرشيف الدبلوماسي على التوالي. كما تحتفظ الأرشيفات الوطنية الفرنسية بأرشيفات المؤسسات العلمانية والدينية المحلية من منطقة باريس والتي تم الاستيلاء عليها في وقت الثورة الفرنسية (مثل المحاكم الملكية المحلية في باريس والأديرة والأديرة في الضواحي، وما إلى ذلك)، فضلاً عن الأرشيفات التي أنتجها كتاب العدل في باريس خلال خمسة قرون، والعديد من الأرشيفات الخاصة التي تبرعت بها أو وضعت في عهدة الأرشيفات الوطنية من قبل العائلات الأرستقراطية البارزة والصناعيين والشخصيات التاريخية.

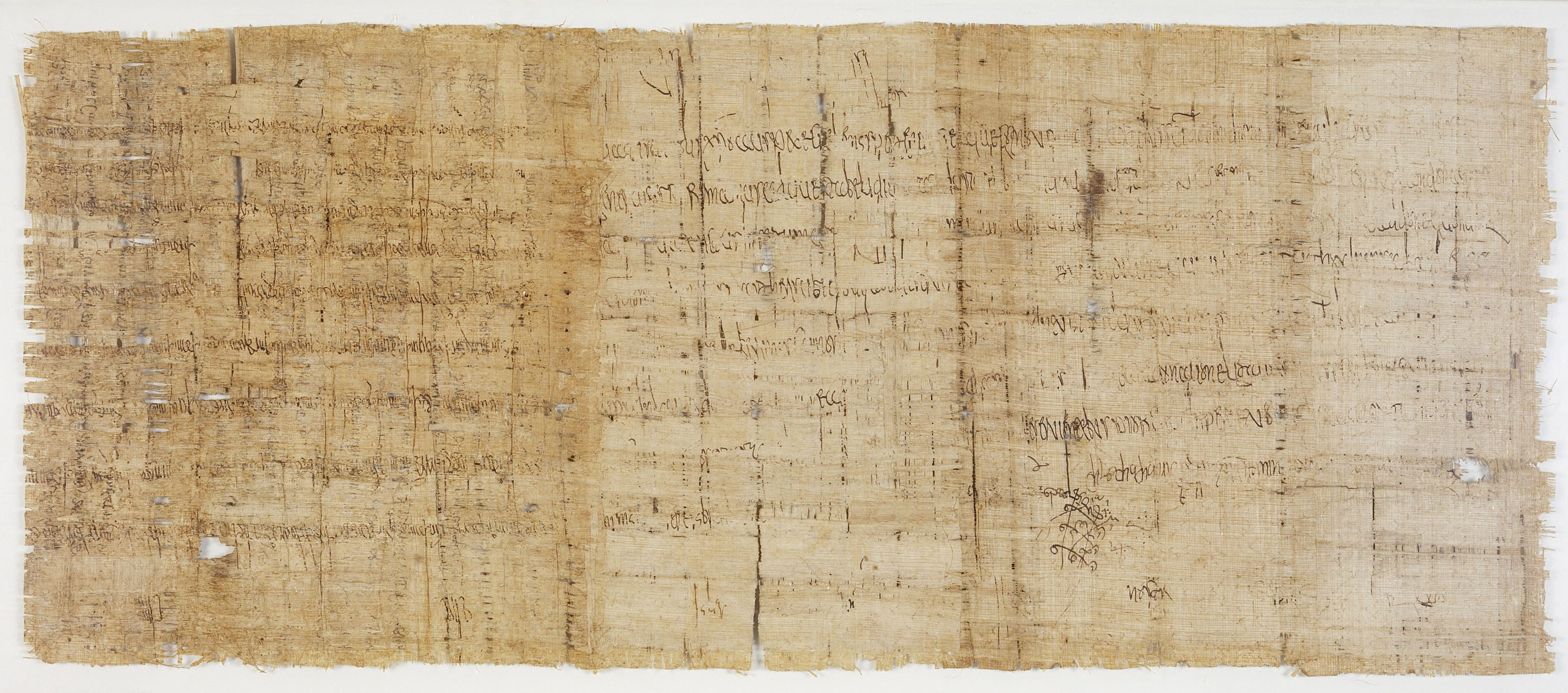
أقدم سجل في الأرشيف الوطني محفوظ بالكامل: بردية مؤرخة في 14 يونيو (أو 1 يوليو)، 625 في الفيلا الملكية في إتريباني. يؤكد الملك كلوثار الثاني منح الأرض في مدينة باريس إلى دير سانت دينيس الملكي الذي سبق أن قام به فير إلستريس داغوبيرت، ابن بادو.

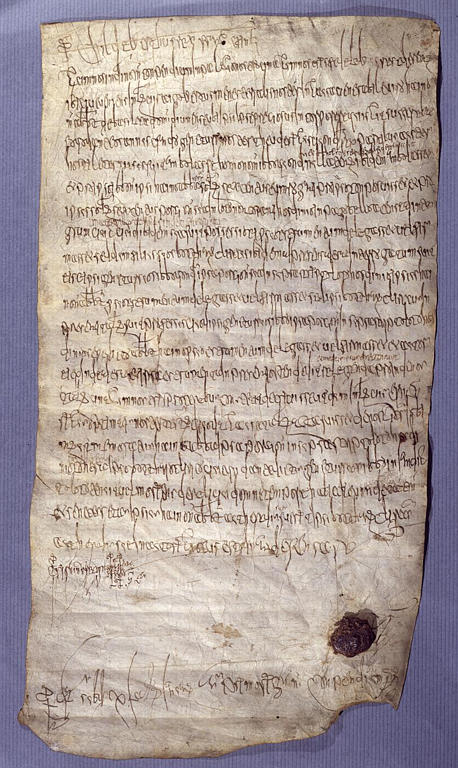
رقية مؤرخة بتاريخ 23 ديسمبر 695 في الفيلا الملكية في كومبيان. يقرر الملك شيلديبرت الثالث أن أرض هودينك-ليفيك تنتمي إلى دير سانت دينيس الملكي.

يحتوي الأرشيف الوطني على واحدة من أكبر وأقدم مجموعات الأرشيف في العالم. اعتبارًا من عام 2022، كان لديهم 383 كـم (238 ميل) من السجلات المادية (الطول الإجمالي للأرفف المشغولة الموضوعة بجوار بعضها البعض) من عام 625 م إلى الوقت الحاضر، واعتبارًا من عام 2020 م 74.75 تيرابايت (74750 جيجابايت ) من الأرشيفات الإلكترونية. 
وللتعامل مع هذا الحجم الهائل من الوثائق، تعمل الأرشيفات الوطنية حالياً من موقعين في منطقة باريس: الموقع التاريخي للأرشيفات الوطنية في قلب باريس (في حي ماريه في العصور الوسطى)، والذي يحتوي على السجلات المادية للدولة الفرنسية من قبل الثورة الفرنسية وكذلك سجلات الموثقين في باريس من جميع الفترات، والموقع الأحدث في بييرفيت سور سين ، في الضواحي الشمالية لباريس، والذي افتتح في عام 2013، والذي يحتوي على جميع السجلات المادية للدولة الفرنسية منذ الثورة الفرنسية، وكذلك الأرشيفات الخاصة من جميع الفترات.
وكالتان شقيقتان، الأرشيف الوطني لما وراء البحار (ANOM) ، الأرشيف الوطني لعالم العمل (ANMT) تقع في كلاً من آكس أون بروفانس وروبيكس على التوالي. ويتم إدارتها بشكل منفصل عن الأرشيف الوطني.
يحتوي الأرشيف الوطني على واحدة من أكبر وأهم مجموعات الأرشيف في العالم.[بحاجة لمصدر] اعتبارًا من عام 2022، احتوت الأرشيفات الوطنية على 383 كـم (238 ميل) من السجلات المادية (الطول الإجمالي للأرفف المشغولة الموضوعة بجوار بعضها البعض) وبحلول عام 2020، كان هناك 74.75 تيرابايت (74750 جيجابايت ) من الأرشيفات الإلكترونية،  وهي كمية هائلة من الوثائق تنمو كل عام (3.1 كيلومتر مربع من السجلات المادية و4.7 تيرابايت من الأرشيفات الإلكترونية دخلت الأرشيف الوطني في عام 2020 على الرغم من عمليات الإغلاق بسبب كوفيد-19 ). 
بسبب أحداث الثورة الفرنسية ، فإن أرشيفات ما قبل الثورة الفرنسية التي تحتفظ بها الأرشيفات الوطنية ليست مجرد أرشيفات الدولة المركزية، بل أيضًا العديد من الأرشيفات المحلية لمنطقة باريس، مثل جميع أرشيفات الأديرة المحيطة بباريس (على سبيل المثال دير سانت دوني الملكي )، وأرشيفات كنائس باريس، وأرشيفات قاعة مدينة باريس في العصور الوسطى. وهكذا، تعمل الأرشيفات الوطنية كأرشيفات للدولة المركزية الفرنسية للسجلات من عام 1790 فصاعدا، ولكن بالنسبة للسجلات قبل عام 1790 فإنها تعمل كأرشيفات للدولة المركزية والأرشيفات المحلية لباريس ومنطقتها. ومع ذلك، لا تحتفظ الأرشيفات الوطنية بسجلات الكنيسة في باريس التي تعود إلى ما قبل عام 1790 (المعموديات والزواج والدفن). وقد تم حفظ هذه السجلات في أرشيفات بلدية باريس (السلسلة الأصلية من القرن السادس عشر حتى الثورة الفرنسية) وفي قصر العدل (سجلات مكررة من عام 1700 حتى الثورة الفرنسية)، وقد دمرت بالكامل بسبب الحرائق التي أشعلها المتطرفون في نهاية كومونة باريس في مايو/أيار 1871 والتي دمرت كل من الأرشيفات البلدية وجزء كبير من قصر العدل.
أقدم سجل أصلي محفوظ في الأرشيف الوطني هو بردية مؤرخة عام 625 ميلادي تأتي من أرشيفات دير سانت دينيس الملكي التي تم الاستيلاء عليها في وقت الثورة الفرنسية. هذه البردية هي تأكيد من الملك كلوثار الثاني على منح قطعة أرض في مدينة باريس إلى دير سانت دوني الملكي والتي قدمها في السابق المصور داجوبيرت، ابن بادو. هذه الميثاق هو أقدم الميثاق الأصلي الذي تحتفظ به الأرشيفات الوطنية، ولكن الأرشيفات الوطنية تمتلك نسخًا من العصور الوسطى من السجلات السابقة من القرن السادس (ولكن ليس النسخ الأصلية). وتحتفظ الأرشيفات الوطنية أيضًا بجزء صغير من سجل البردي الأصلي من عام 619 أو 620 (تاريخ غير مؤكد)، وهو تبرع خاص، ربما لكنيسة القديس دوني، ولكن الميثاق من عام 625 هو الأقدم المحفوظ بالكامل.
تحتفظ الأرشيفات الوطنية بـ 211 سجلاً أصليًا من الألفية الأولى (لا تشمل النسخ والتزويرات اللاحقة).  إن أقدم السجلات الميروفنجية مكتوبة كلها على ورق البردي المستورد من مصر ، استمرارًا للممارسات الرومانية. تظهر السجلات المكتوبة على الرق بعد عام 670، بسبب الفتح الإسلامي لجنوب البحر الأبيض المتوسط، وتحل محل سجلات البردي تمامًا في غضون بضعة عقود.  
تفاصيل 211 سجلًا أصليًا من قبل عام 1000 محفوظة في الأرشيف الوطني:   

المجمع التاريخي للأرشيف الوطني ، في حي ماريه ، باريس

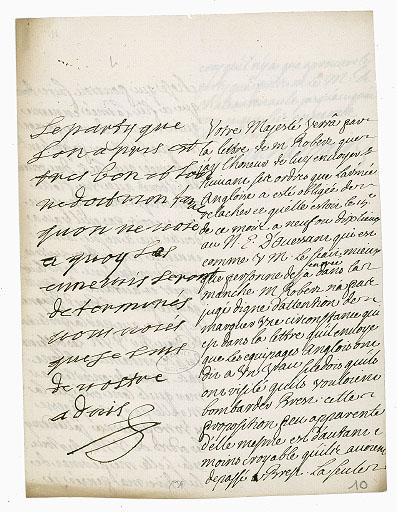
مخطوطة بخط يد الملك لويس الرابع عشر محفوظة في الموقع التاريخي للأرشيف الوطني في باريس. الصفحة الأولى من رسالة أرسلها جيروم فيليبو، كونت بونتشارتران ، وزير الدولة للبحرية ، إلى لويس الرابع عشر في 20 يوليو 1706، حيث أوضح أن أسطولًا إنجليزيًا يقترب من أوشانت وقد يقصف بريست. في الهامش الأيسر، كتب الملك البالغ من العمر 67 عامًا ردًا بيده بالفرنسية: " Le party que l'on a pris est très bon et l'on ne doit rien faire qu'on ne voie à quoy les ennemis seront déterminés. Vous voiés que je suis de vostre advis. L " والتي تعني بالعربية "القرار الذي تم اتخاذه جيد جدًا ولا يجب أن يكون هناك شيء يجب القيام به قبل التأكد من نوايا العدو، وكما ترون فأنا أتفق معك.

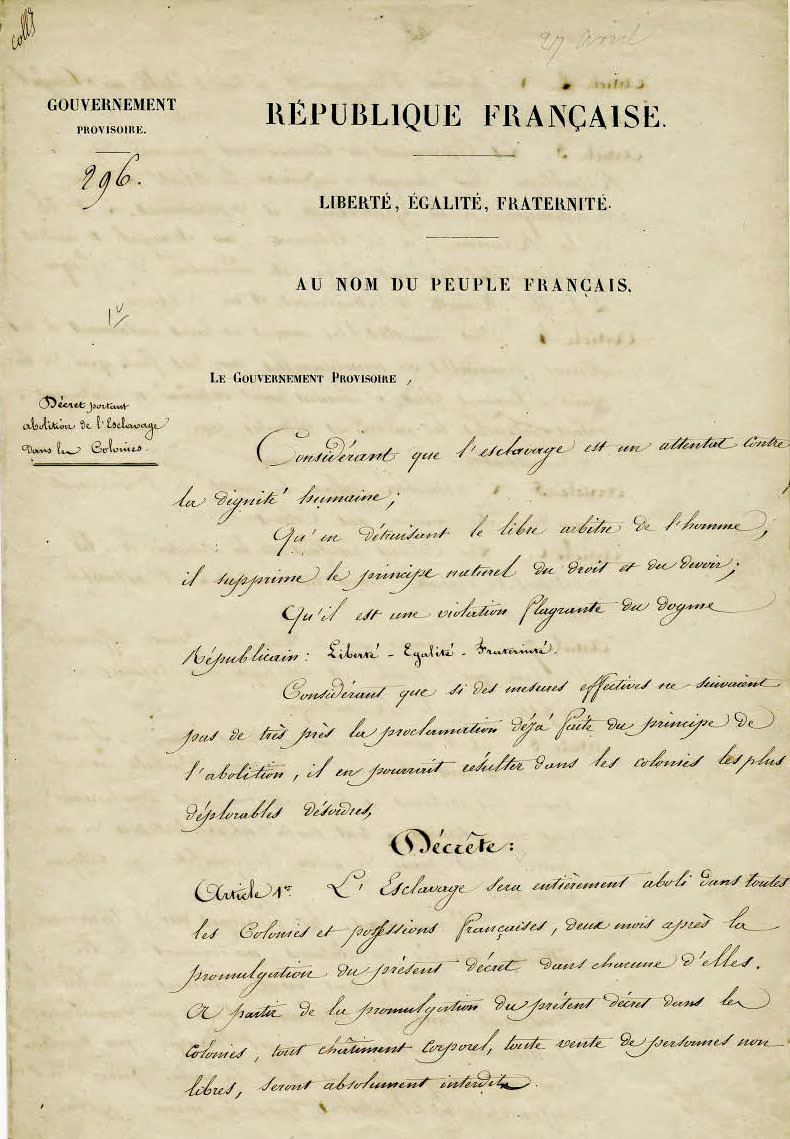
الصفحة الأولى من المرسوم الحكومي الذي يلغي العبودية في المستعمرات الفرنسية ، 27 أبريل 1848، محفوظة في موقع بييرفيت الجديد للأرشيف الوطني

| الفترة من السنين | عدد من السجلات الأصلية | ملحوظات                                                                              |
| ---------------- | ---------------------- | ------------------------------------------------------------------------------------ |
| 600-649          | 9                      | أقدم سجل: سنة 625 (وهو أيضًا جزء من سجل سابق من 619/620). كلها مكتوبة على ورق البردي. |
| 650-699          | 27                     | 8 مكتوبة على ورق البردي؛ 19 مكتوبة على الرق.                                         |
| 700-749          | 10                     | كلها مكتوبة على الرق.                                                                |
| 750-799          | 40                     | 38 مكتوبة على الرق؛ 2 مكتوبة على ورق البردي.                                         |
| 800-849          | 50                     | كلها مكتوبة على الرق.                                                                |
| 850-899          | 51                     | 49 مكتوبة على الرق، 2 مكتوبة على ورق البردي.                                         |
| 900-949          | 12                     | كلها مكتوبة على الرق.                                                                |
| 950-999          | 12                     | كلها مكتوبة على الرق.                                                                |

## أنظر أيضاً
- شارع الأرشيف

### الاستشهادات
1. 1 2  "Activité des services d'archives en France : données 2020 - Conservation et restauration". francearchives.fr. مؤرشف من الأصل (ODS) في 2022-06-16. اطلع عليه بتاريخ 2022-04-30.
2. ↑  "Accueil". مؤرشف من الأصل في 2024-12-03.
3. 1 2  Atelier de Recherches sur les Textes Médiévaux (ARTEM), جامعة لورين (10 يونيو 2010). "Chartes originales antérieures à 1121 conservées en France". مؤرشف من الأصل في 2025-05-06. اطلع عليه بتاريخ 2022-05-12.
4. ↑  Laurent Morelle. "Une royauté par éclats et lambeaux : les papyrus mérovingiens des Archives nationales" (PDF). المدرسة التطبيقية للدراسات العليا (باريس). مؤرشف من الأصل (PDF) في 2022-06-17. اطلع عليه بتاريخ 2022-05-12.
5. ↑  Henri Pirenne (يونيو 1928). "Le commerce du papyrus dans la Gaule mérovingienne". Comptes rendus des séances de l'Académie des Inscriptions et Belles-Lettres. ج. 72 ع. 2: 178–191. مؤرشف من الأصل في 2024-06-15.
6. ↑  Archives nationales. "Cartons des rois - Inventaire des actes produits entre la fin du VIe siècle et 986". مؤرشف من الأصل في 2025-06-12. اطلع عليه بتاريخ 2022-05-12.
7. ↑  Archives nationales. "« Monuments historiques » - Titre I : Cartons des rois - Inventaire analytique de K 1 à 164". اطلع عليه بتاريخ 2022-05-12.

### فهرس
- فافييه، لوسي، 2004. La mémoire de l'Etat: histoire des Archives nationales . باريس: فايارد.(ردمك 2-213-61758-9)رقم ISBN 2-213-61758-9 .
- كلير بيتشو (مديرة)، Les Archives nationales, des lieux pour l'histoire de France: bicentenaire d'une Installation (1808–2008) ، Paris، Somogy & Archives nationales، 2008، 384 ص. ((ردمك 978-2-7572-0187-9) )
- فيليب بيتشو وكريستيان تيلارد، Les Hôtels de Soubise et de Rohan ، Paris، Somogy، 2004، 488 ص. ((ردمك 2-85056-796-5) )
- ميلر، ديفيد س. (٢٠١٩) "أرماند-غاستون كامو: باحث كاثوليكي، ثوري، ومؤسس الأرشيف الوطني الفرنسي". عالم المكتبات الكاثوليكية (ديسمبر) ٩٠، العدد ٢.

## روابط خارجية
- Archives nationales official website
- (بالفرنسية) La mémoire de l’Etat: Histoire des archives nationales
- Ideology, practicality, and fiscal necessity: The creation of the Archives Nationales and the triage of feudal titles by the Agence Temporaire des Titres, 1789–1801 (Katherine L. Cox)